# Coupe des nations de saut d'obstacles 2007
Navigation
Édition précédente Édition suivante
La Coupe des nations de saut d'obstacles 2007 (Samsung Super League 2007), est la 5e édition du circuit Coupe des nations organisé par la FEI. Elle a eu lieu du 10 mai au 16 septembre 2007, et a été remportée par l'Allemagne pour la deuxième année consécutive.

## Calendrier 2007
| \| La Baule-Escoublac Rome Saint-Gall Rotterdam Aix-la-Chapelle Barcelone Hickstead Dublin \| Villes accueillant la coupe des nations de saut d'obstacles en 2007. |
| La Baule-Escoublac Rome Saint-Gall Rotterdam Aix-la-Chapelle Barcelone Hickstead Dublin                                                                            |

| Date                   | Lieu                                                     | Vainqueur   |
| ---------------------- | -------------------------------------------------------- | ----------- |
| 10 - 13 mai 2007       | Jumping international de France La Baule, France CSIO-5* | Allemagne   |
| 24 - 27 mai 2007       | Rome, Italie CSIO-5*                                     | Royaume-Uni |
| 31 mai - 3 juin 2007   | St-Gall, Suisse CSIO-5*                                  | Pays-Bas    |
| 20 - 24 juin 2007      | Rotterdam, Pays-Bas CSIO-5*                              | Royaume-Uni |
| 3 - 8 juillet 2007     | Aix-la-Chapelle, Allemagne CSIO-5*                       | Allemagne   |
| 26 - 29 juillet 2007   | Hickstead, Grande-Bretagne CSIO-5*                       | États-Unis  |
| 8 - 12 août 2007       | Dublin, Irlande CSIO-5*                                  | Allemagne   |
| 13 - 16 septembre 2007 | Barcelone, Espagne CSIO-5*                               | Allemagne   |

## Classement final
|     | Équipe      | Points | Points | Points | Points | Points | Points | Points | Points | Total |
| FRA | Équipe      | ITA    | SUI    | P-B    | ALL    | GBR    | IRL    | ESP    |        | Total |
| --- | ----------- | ------ | ------ | ------ | ------ | ------ | ------ | ------ | ------ | ----- |
| 1   | Allemagne   | 10     | 4.75   | 7      | 4      | 10     | 2      | 10     | 20     | 67.75 |
| 2   | Pays-Bas    | 2      | 2      | 10     | 2      | 1      | 5      | 3.5    | 12     | 37.50 |
| 3   | Suisse      | 7      | 4.75   | 3      | 5      | 7      | 1      | 5      | 2      | 34.75 |
| 4   | États-Unis  | 1      | 1      | 5      | 0.5    | 2      | 10     | 7      | 7      | 33.50 |
| 5   | Belgique    | 5      | 4.75   | 4      | 7      | 3      | 0.5    | 3.5    | 4      | 31.75 |
| 6   | Royaume-Uni | 0.5    | 10     | 0.5    | 10     | 0.5    | 7      | 2      | 1      | 31.50 |
| 7   | Suède       | 4      | 0.5    | 1      | 3      | 4.5    | 3      | 0.5    | 12     | 28.50 |
| 8   | France      | 3      | 4.75   | 2      | 1      | 4.5    | 4      | 1      | 7      | 27.25 |

- 8e : relégation en Promotional League